# Maniobra de Epley
La maniobra de Epley se utiliza para el reposicionamiento canalicular de los otolitos en el tratamiento del vértigo posicional paroxística benigno (VPPB). Consiste en:
1. Sentarse derecho
2. Girar la cabeza hacia el lado sintomático a un ángulo de 45 grados, y recostarse.
3. Permanecer cinco minutos en esta posición.
4. Girar la cabeza 90 grados hacia el otro lado.
5. Permanecer cinco minutos en esta posición.
6. Girar el cuerpo hacia la dirección de su cara, ahora está apuntando su cabeza con la nariz hacia abajo.
7. Permanecer cinco minutos en esta posición.
8. Regresar a la posición sentada y permanecer treinta segundos en esta posición.

El procedimiento completo debe repetirse dos veces más, para un total de tres veces. 
Durante cada paso de este procedimiento el paciente podría experimentar mareos.